# Calperum ottei
Calperum ottei är en insektsart som beskrevs av Rentz, D.C.F. och Y. Su 1996. Calperum ottei ingår i släktet Calperum och familjen syrsor. Inga underarter finns listade i Catalogue of Life.